# Noh Min-woo
Dans ce nom coréen, le nom de famille, No, précède le nom personnel.
Noh Min-woo (en coréen (노민우), autres surnoms : 諾瑉宇 / Hika / rose), né le 29 mai 1986 au Japon, est un acteur et musicien sud-coréen.

## Carrière
Noh Min-woo naît au Japon alors que sa mère, alors âgée de 20 ans, aspirait à devenir une chanteuse d'enka.
Il fait ses débuts en tant que batteur (avec le nom de scène Rose) dans le groupe de rock TRAX en 2004. Il quitte le groupe en 2006 et devient un court moment guitariste pour le groupe The Romantist avant qu'il ne se sépare. En 2009, il retourne à la musique en tant que leader du groupe 24/7, avec Lee Jang-woo et Hyun Woo. Ils sortent un single, 24 Hours a Day, 7 Days a Week.
Noh Min-woo commence une carrière d'acteur en 2008, mais  se fait remarquer pour ses rôles dans les séries télévisées Pasta et My Girlfriend is a Gumiho diffusées en 2010. Pour son rôle de Park Dong Joo dans cette dernière, il obtient le prix du meilleur acteur SBS de 2010. Il obtient son premier rôle principal dans le drama Rock Rock Rock, une série biographique en quatre épisodes sur la vie du guitariste Kim Tae-won, vedette du groupe coréen Boohwal. Pour son rôle d'un patient atteint d'un cancer dans la série Midas, diffusée en 2011 sur SBS, il perd 9,5 kilogrammes. Il obtient également un rôle principal dans le drama longtemps retardé Full House Take 2, une suite du drama à succès de 2004, qui est diffusé en 2012 sur les chaînes TBS au Japon et SBS Plus en Corée du Sud,. No Min Woo fait également partie du casting d'une série télévisée chinoise, Love Expiration Date, en tant que personnage masculin principal, mais également en tant que compositeur pour la bande-originale de celle-ci,,.
En 2012, son contrat avec Core Contents Media arrive à échéance, il décide alors de créer son label, MJ Dreamsys.

## Filmographie

### Films
| Année | Titre                          | Rôle        |
| ----- | ------------------------------ | ----------- |
| 2008  | Story of Wine                  | Taek-jin    |
| 2008  | A Frozen Flower                | Min-woo     |
| 2011  | Ghastly                        | Cheol-Woong |
| 2014  | One Day, First Love Invaded Me | Min-Hyuk    |
| 2014  | The Admiral: Roaring Currents  | Haru        |

### Séries télévisées
| Année | Titre                     | Rôle                        | Chaîne de télévision |
| ----- | ------------------------- | --------------------------- | -------------------- |
| 1997  | Propose                   |                             | KBS                  |
| 2001  | Truth                     |                             | MBC                  |
| 2008  | Detective Mr. Lee         |                             | tvN                  |
| 2009  | Tae-hee, Hye-kyo, Ji-hyun | Noh Min Woo                 | MBC                  |
| 2009  | Mrs. Town                 | Amant de Jackie Jung        | tvN                  |
| 2009  | Jung Yak-yong             | caméo                       | OCN                  |
| 2010  | Pasta                     | Philip                      | MBC                  |
| 2010  | My Girlfriend is a Gumiho | Park Dong-joo               | SBS                  |
| 2010  | Rock, Rock, Rock          | Kim Tae-won                 | KBS2                 |
| 2011  | Midas                     | Yoo Myung-joon              | SBS                  |
| 2012  | Full House Take 2         | Lee Tae-ik                  | TBS/SBS Plus         |
| 2013  | Monstar                   | Daniel Park (caméo, ep. 12) | Mnet                 |
| 2013  | Love Expiration Date      | Lee Ti En                   | ZJSTV                |
| 2013  | The Blade and Petal       | Yeon Namsaeng               | KBS2                 |
| 2014  | God's Gift - 14 Days      | Theo                        | SBS                  |
| 2014  | The Greatest Marriage     | Park Tae-yeon               | TV Chosun            |
| 2015  | My Unfortunate Boyfriend  | Yoon Tae-woon               | MBC Dramanet         |
| 2020  | Partener in justice       |                             |                      |

## Récompense
- Distinction : Prix du meilleur acteur 2010, SBS